# 沼津東急ホテル
沼津リバーサイドホテルは静岡県沼津市にあるホテル。以前は東急ホテルズに加盟していた。

## 歴史
前身である沼津東急ホテルは1997年4月に開業した。
しかし2011年6月浜松市に拠点を置く呉竹荘グループが同ホテルの建物を取得。東急ホテルズは同年10月末でマネジメント契約を終了。翌11月1日にリニューアルした。